# Glan-Münchweiler
Glan-Münchweiler település Németországban, Rajna-vidék-Pfalz tartományban. Lakosainak száma 1220 fő (2023. december 31.).

## Népesség
A település népességének változása:
| Lakosok száma | 1187 | 1226 | 1256 | 1244 | 1241 | 1220 |
|               | 1975 | 2017 | 2019 | 2021 | 2022 | 2023 |